# Диалло, Адама Мамаду
Адама Мамаду Диалло (фр. Adama Mamadou Diallo; род. 31 октября 1997, Конакри) — гвинейский футболист, нападающий клуба «Ван».

## Карьера

### «Энергетик-БГУ»
Первым клубом игрока был «Элефант де Колеа» из его родного города. 9 июня 2021 года игрок перешёл в белорусский клуб «Энергетик-БГУ». Для участия в чемпионате африканец был заявлен за считанные дни до матча 12-го тура с «Гомелем». Так игрок и дебютировал против гомельского клуба 11 июня 2021 года, выйдя на замену во втором тайме, отметивший результативной передачей. Первые голы игрок забил спустя один матч в ворота мозырьской «Славии», а именно оформив дубль, что помогло его команде одержать победу со счётом 3:2. Сам футболист сразу закрепился в основной команде, чередуя игры со старта и со скамейки запасных. В своём последнем матче в Высшей лиге, уже против «Ислочи», оформил свой второй дубль. 

#### Аренда в «Кайсар»
В марте 2022 года появились слухи, что нападающий продолжит свою карьеру в казахстанском «Кайсаре». 23 марта 2022 года было объявлено об аренде игрока казахстанским клубом до конца сезона. Дебютировал за клуб 17 апреля 2022 года в матче против Академии «Онтустик». В следующем матче 24 апреля 2022 года против «Яссы» отметился своим дебютным голом за клуб. Прошёл с командой отбор на основной этап Кубка Казахстана, одолев клуб «Яссы» со счётом 3:0, где Диалло также отличился забитым голом. 8 мая 2022 года в матче против клуба «Шахтёр-Булат» записал на свой счёт дубль. Начал свою вторую голевую серию 28 мая 2022 года в матче против «Кырана», где футболист снова во втором подряд матче забивает гол. В матче 12 июня 2022 года против «Байконура» записал на свой счёт еще один дубль, который сам футболист реализовал в концовке матча, а также отличился 2 результативными передачами. В матче 23 июля 2022 года против «Каспия» в Кубке Казахстана помог клубу занять первое место в группе, забив 2 гола. Свой первый хет-трик за клуб забил 24 августа 2022 года в матче против клуба «Яссы». Вместе с клубом вышел в четвертьфинал Кубка Казахстана, где в матче 31 августа 2022 года в серии пенальти вылетел от клуба «Ордабасы». Вместе с клубом стал серебряным призёром Первой Лиги. Стал лучшим бомбардиром клуба, отличившись 23 голами в 32 матчах, а также еще отметился 5 результативными передачами во всех турнирах. В самом же чемпионате стал вторым игроком по количеству голов, отличившись 19 забитыми мячами.

### «Туран»
В декабре 2022 года вместе с «Кайсаром» отправился на турецкие сборы для подготовки к новому сезону. В начале февраля 2023 года футболист покинул распоряжение «Кайсара» и по информации источников продолжит свою карьеру в казахстанском «Туране». В марте 2023 года футболист попал в окончательную заявку клуба на предстоящий сезон. Дебютировал за клуб 19 марта 2023 года в матче Кубка Казахстана против клуба «Яссы», также забив свои дебютные голы, оформив хет-трик. Первый матч в чемпионате сыграл 7 апреля 2023 года против клуба «Тараз». Первым голом за клуб в рамках чемпионата отличился 27 апреля 2023 года в матче против клуба «Актобе М». В рамках полуфинальных матчей Кубка Казахстана футболист вместе с клубом уступил «Астане» и покинул розыгрыш турнира. В матче 15 сентября 2023 года против клуба «Кыран» футболист отличился забитым дублем. Своим первым в сезоне хет-триком в рамках чемпионата отличился 19 октября 2023 года в матче против клуба «Астана М». По итогу сезона футболист стал серебряным призёром Первой лиги и помог казахстанскому клубу выйти в Премьер-лигу. Сам же футболист стал вторым бомбардиром клуба с 16 забитыми голами в чемпионате, также 5 раз отличившись в рамках Кубка Казахстана. По окончании сезона футболист покинул клуб.

### «Ван» Чаренцаван
В августе 2024 года футболист на правах свободного агента присоединился к армянскому клубу «Ван». Дебютировал за клуб футболист 4 августа 2024 года в матче против клуба «Арарат-Армения», выйдя на замену на 80 минуте. Дебютным забитым голом за клуб футболист отличился 16 августа 2024 года в матче против капанского клуба «Гандзасар».